# Anisodes flavidiscata
Anisodes flavidiscata là một loài bướm đêm trong họ Geometridae.